# Wilhelm Ohnesorge (Politiker)

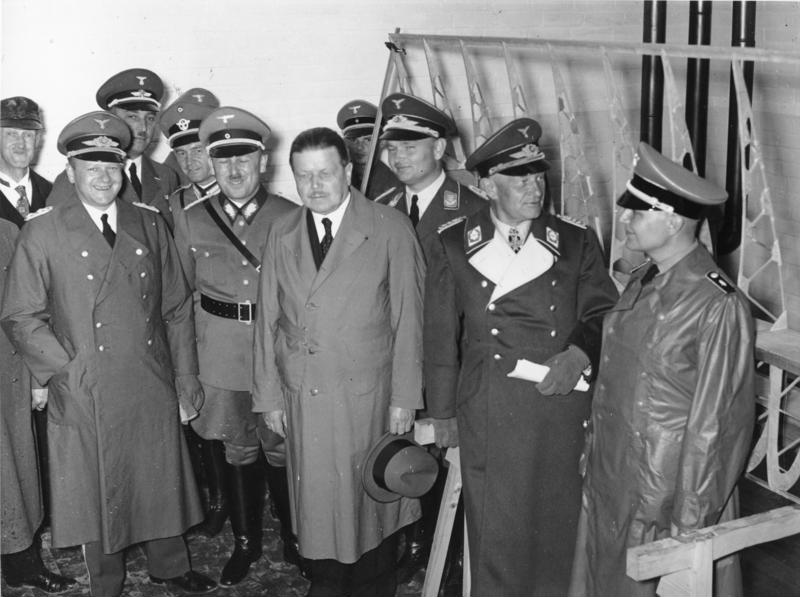
Wilhelm Ohnesorge (mittig, Hut in der Hand) 1937

Karl Wilhelm Ohnesorge (* 8. Juni 1872 in Gräfenhainichen; † 1. Februar 1962 in München) war ein deutscher Politiker (NSDAP) in der Zeit des Nationalsozialismus und von 1937 bis 1945 Reichspostminister.

## Leben
Ohnesorge war der Sohn eines Telegraphenbeamten. Er trat 1890 als Eleve bei der Oberpostdirektion Frankfurt ein. Ohnesorge studierte dann Physik in Kiel und Berlin und wurde 1916 Postrat sowie Leiter des Postdienstes im Kaiserlichen Hauptquartier während des Ersten Weltkriegs. Nach dem Krieg war er Mitglied im Deutschvölkischen Schutz- und Trutzbund. Seit 1920 war er mit Hitler bekannt, gründete noch im gleichen Jahr in Dortmund eine der ersten außerbayerischen Ortsgruppen der NSDAP und bezeichnete sich fortan als Hitlers „persönlichen Freund“. 1925 trat er der neugegründeten Partei erneut bei (Mitgliedsnummer 42) und war Träger des Goldenen Parteiabzeichens der NSDAP.
Nachdem er 1929 Präsident des Reichspostzentralamts geworden war, wechselte er 1933 als Staatssekretär in das Reichspostministerium und übernahm damit faktisch die Leitung des Ministeriums, lange bevor er am 2. Februar 1937 tatsächlich Paul von Eltz-Rübenach als Postminister folgte. Im Mai 1933 wurde Ohnesorge Beigeordneter im Vorstand des Vereins Deutscher Ingenieure (VDI). Dieses Amt hielt er bis 1937. Ebenfalls 1933 wurde er Vorsitzender des Verbandes Deutscher Elektrotechniker (VDE).
Ohnesorge war nicht nur überzeugter Nationalsozialist, sondern auch ausgewiesener Techniker mit besonderem Interesse für die Übertragung von Bildsignalen über Draht und Funk. 1936 erwarb die Reichspost 44 Hektar Land um die Hakeburg und errichtete für 2,4 Millionen Reichsmark eine Forschungsanstalt der Deutschen Reichspost. Die Hakeburg selbst wurde als Dienstwohnung mit Privatcharakter des Postministers dem Rechnungshof des Deutschen Reiches dargestellt. Rund um diesen Privatwohnsitz in Kleinmachnow direkt am Machnower See organisierte Ohnesorge in Steingebäuden und Baracken bis kurz vor Kriegsende High-Tech-Forschung, welche die weltweit modernste Funk-Fernsehtechnik mit anderen Technologien wie der Raketenforschung verknüpfte.
Unter seiner Leitung engagierte sich das Reichspostministerium auch erheblich in der Atomforschung. Neueste Forschungsarbeiten weisen darauf hin, dass Ohnesorge einer der treibenden Köpfe beim „Uranprojekt“ war, der Entwicklung einer deutschen Atombombe. Mehrfach hat er dazu Hitler vorgetragen. In Zeuthen wurde mit dem Bau eines großen Zyklotrons und einer Pilotanlage zur Isotopentrennung begonnen.
In der Entnazifizierung nach 1945 stuften mehrere bayrische Spruchkammern Ohnesorge als Hauptschuldigen ein. Dieses Urteil wurde später zurückgenommen, die eingezogenen Vermögenswerte wurden nicht zurückerstattet, aber eine Pension bewilligt. 1942 hatte Ohnesorge von Hitler eine Dotation in Höhe von 250.000 Reichsmark erhalten.
In der Sowjetischen Besatzungszone und in der DDR wurden mehrere seiner Schriften auf die Liste der auszusondernden Literatur gesetzt.
Seine Tochter ist die Programmredakteurin, ehemalige TV-Ansagerin und Moderatorin Lotti Ohnesorge.

## Auszeichnungen und Ehrungen
- Pionier der Arbeit am 1. Mai 1941
- Fritz-Todt-Ring am 24. Juli 1944
- Ritterkreuz des Kriegsverdienstkreuzes mit Schwertern am 1. November 1944